# Présentation critique d'Hortense Flexner, choix de poèmes
Présentation critique d'Hortense Flexner, suivie d'un choix de poèmes est un ouvrage de Marguerite Yourcenar paru en 1969 aux éditions Gallimard.
Comme elle l'avait fait précédemment pour Constantin Cavafy, Marguerite Yourcenar brosse un portrait de la poétesse américaine Hortense Flexner et propose une analyse de son œuvre avant de traduire une sélection de poèmes.

## Éditions
Marguerite Yourcenar, Présentation critique d'Hortense Flexner, suivie d'un choix de poèmes, Paris, Gallimard, 1969, 124 p.  (ISBN 2070269957)